# Henry Howard
Para el artículo sobre el pintor, véase Henry Howard (artista).

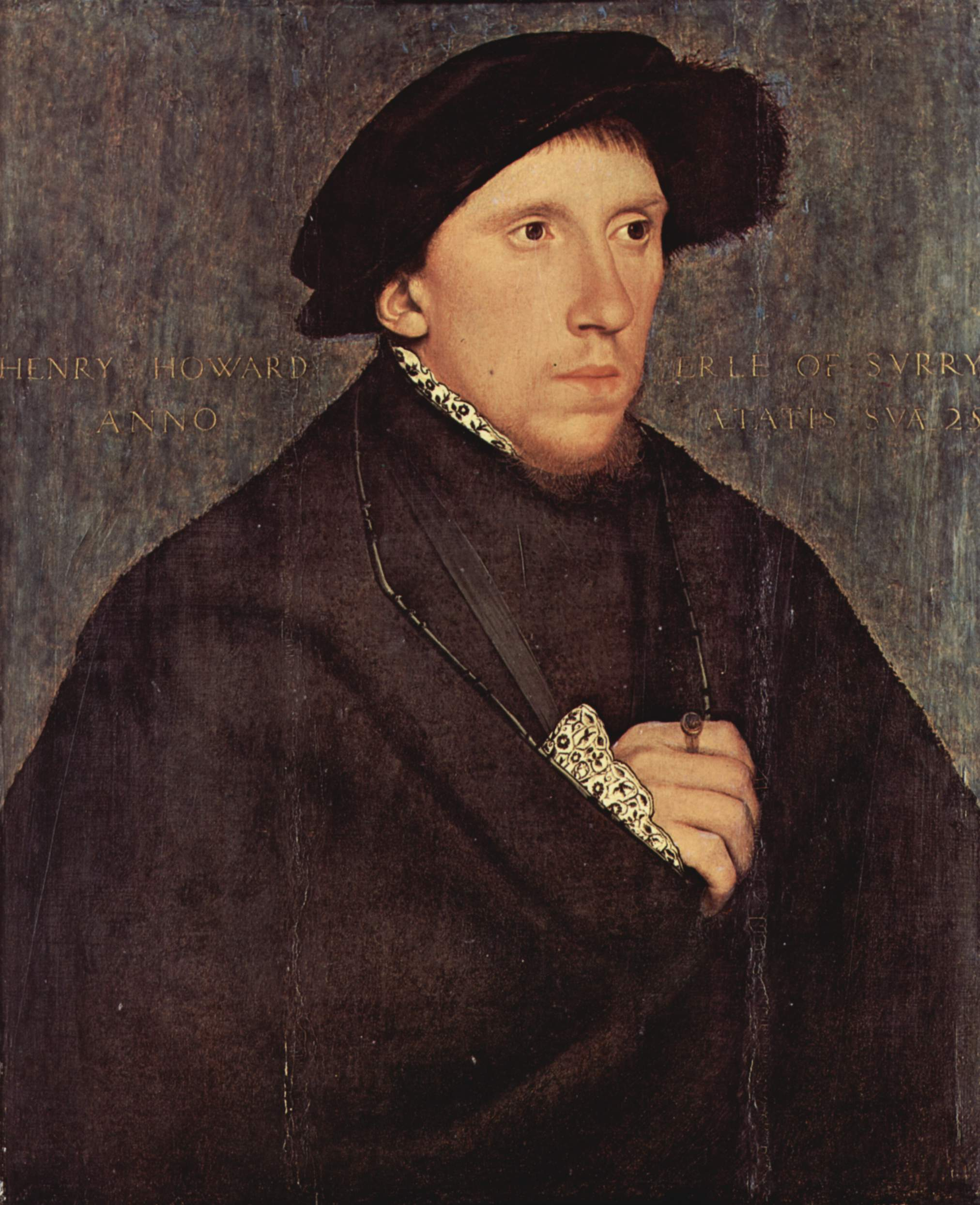
Henry Howard, conde de Surrey, pintado por Hans Holbein entre 1541 y 1543.

Henry Howard, conde de Surrey (1517-19 de enero de 1547) fue un aristócrata inglés, y uno de los fundadores de la poesía renacentista inglesa.

## Vida
Nació en Hunsdon, Hertfordshire, Inglaterra. Hijo mayor de Thomas Howard, III duque de Norfolk, y de su segunda esposa, lady Elizabeth Stafford (hija de Edward Stafford, duque de Buckingham), descendía de reyes por ambas líneas. Se crio en el Castillo de Windsor con el hijo ilegítimo de Enrique VIII, Henry Fitzroy, duque de Richmond; se hicieron amigos íntimos y, más tarde, cuñados. A la muerte de su abuelo paterno en 1524, se convirtió en conde de Surrey, mientras que su padre se convertía en duque de Norfolk.
En 1542 acompañó a su prima carnal, Catalina Howard, al rey, y al duque de Richmond a Francia, donde permaneció durante más de un año como miembro del séquito del rey francés, Francisco I. 

### Matrimonio
Se casó con lady Frances de Vere, hija del 15º conde de Oxford, y en 1536 nació su primer hijo, Thomas. Ese mismo año murió Ana Bolena, ejecutada por traición y quien era prima hermana de Howard; asimismo, a los diecisiete años, murió el hijo ilegítimo del rey, Henry Fitzroy, quien fue enterrado en una de las casas de la familia Howard, el Priorato de Thetford. Fue ese el año en que Henry, que siguió el ejemplo de sus mayores en cuanto a destrezas militares, sirvió junto a su padre contra la rebelión llamada "Peregrinación de Gracia" (Pilgrimage of Grace), llevada a cabo por las provincias del norte católico en protesta contra la disolución de los monasterios.

### Muerte y entierro
Enrique VIII decretó la prisión de Henry Howard y la de su padre. El rey, consumido por su propia paranoia, estaba convencido de que Henry Howard había planeado usurpar la corona de su hijo Eduardo. Fue ejecutado por traición el 19 de enero de 1547, a los treinta años de edad. 
Su padre se salvó de la ejecución por estar programada para un día posterior a la muerte del rey. Su hijo, Thomas Howard, IV duque de Norfolk, heredó el título de duque a la muerte de su abuelo en 1554. Se encuentra enterrado en una espectacular tumba de alabastro en la Iglesia de San Miguel Arcángel (Framlingham), Suffolk.

## Obra
Él y su amigo Thomas Wyatt fueron los primeros poetas ingleses en usar la forma soneto, influidos por Petrarca. Inauguraron así una rica tradición de sonetos, seguida, entre otros, por Shakespeare. Wyatt y Surrey, conocidos como los "Padres del soneto inglés", representan la primera etapa de la influencia italiana en la poesía isabelina. El conde de Surrey mereció ser llamado el Petrarca inglés. 
Componía sin aparente esfuerzo. Sus poemas se publicaron en una antología conocida como Tottel’s Miscellany (1557). Como Wyatt, sus poesías tratan el tema amoroso de manera convencional, con un amante entregado, devoto y expectante, que alaba a su dama orgullosa, desdeñosa y nada receptiva. El objeto amoroso de sus poesías es llamado Fair Geraldine, su inmortal musa.
Henry fue el primer poeta inglés que utilizó el verso blanco en su traducción de los libros segundo y cuarto de la Eneida de Virgilio. Esta forma poética se eligió para traducir del latín, y, adoptado por Christopher Marlowe, se convirtió en el metro fundamental del drama poético inglés.
Una de sus poesías más conocidas es recitada por el actor David O'Hara, en el penúltimo capítulo de la 4ª temporada de la serie Los Tudor, justo antes de la propia muerte del personaje:

La buena vida es para mi

dejar volar lo que se fue,
saber sembrar la mejor vid,
dar amistad sin ofender.
Sin más gobierno que el del alma,
con mente limpia y siempre en calma,
sabiduría y simplicidad,

saber dormir sin ansiedad.